# Cmentarz na Radziwiu
Cmentarz Rzymskokatolicki na Radziwiu przy ul. Krakówka w Płocku.

## Opis
Cmentarz należy do parafii św. Benedykta w Płocku-Radziwiu, zajmuje powierzchnię 2,58 ha, jest ogrodzony murem, posiada wytyczone alejki.
Cmentarz założony został w XIX wieku. Najstarszy nagrobek pochodzi z 1881 roku. Jest to grób małżonków Lajourdie. Jan Marek Lajourdie (1797–1881), inżynier, hydrolog, był twórcą mostu łyżwowego, który połączył Płock z Radziwiem w 1837 roku.
Przeważają groby zmarłych osób po 1900 roku. W środkowej części cmentarza znajduje się mogiła zbiorowa z płytą nagrobną, gdzie pochowanych jest 113 żołnierzy polskich z 19 Pułku Piechoty im. Odsieczy Lwowa poległych we wrześniu 1939 roku wraz ze swoim dowódcą Sas-Świteckim, podczas walk z wojskami niemieckimi w rejonie Radziwia. Pomnik stanowi miejsce pamięci narodowej objęte rejestrem. 
Na cmentarzu spoczywają również żołnierze, którzy polegli w 1920 roku w obronie Płocka przed nawałnicą bolszewicką. Krzyż i tablicę pamiątkową poświęconą bohaterom tamtych dni ufundowała Drużyna Harcerzy działająca przy Szkole Podstawowej nr 5 im. Władysława Broniewskiego w Radziwiu.
Cmentarz przy ul. Krakówka, usytuowany jest na naturalnych pagórkach. Osobliwością cmentarza jest duża kwatera dziecięca. 
Przy murze od strony ul. Kolejowej, na wysokim pomniku umieszczony został napis: „Pamiętaj na Śmierć i Sąd”.
Podczas okupacji niemieckiej cmentarz radziwski musiał przyjmować zmarłych płocczan z prawobrzeżnej części miasta. Związane to było z nakazem okupanta, który w dążeniu do likwidacji płockich cmentarzy zabronił grzebania zmarłych po prawej stronie Wisły.
Gdy tylko Niemcy opuścili Płock, a działania wojenne przesunęły się na zachód, rozpoczęła się fala „emigracyjna” z cmentarza w Radziwiu. Płocczanie odgrzebywali trumny i promem przewozili je na drugi brzeg Wisły. Po prawobrzeżnej stronie Płocka po raz drugi grzebano zmarłych na cmentarzach, wśród grobów rodzinnych.
Spoczywają tutaj m.in. inżynier Jan Marek Lajourdie, wieloletni proboszcz radziwiskiej parafii - ks. Aleksander Strużyński, rodzice płockiego społecznika Franciszka Dorobka. 